# Arthur Wellesley, Công tước thứ 2 xứ Wellington
Trung tướng Arthur Wellesley, Công tước thứ 2 xứ Wellington (03 tháng 02 năm 1807 - 13 tháng 08 năm 1884), là một quý tộc, quân nhân và chính trị gia người Anh. Năm lên 5 tuổi, ông nhận tước phong Lãnh chúa Douro, từ năm 1814 đến năm 1852 giữ tước vị Hầu tước xứ Douro. Ông là con trai cả của Arthur Wellesley, Công tước thứ 1 xứ Wellington, người đã đánh bại Napoleon Bonaparte tại trận Waterloo và giữ ghế Thủ tướng Anh 2 lần. Năm 1852, Công tước Wellington thứ nhất qua đời, ông thừa kế tước vị từ cha mình và trở thành Công tước thứ 2 của xứ Wellington. Năm 1858, ông được phong Hiệp sĩ Garter.

## Cuộc sống đầu đời
Wellesley sinh ra tại Phố Harley, Marylebone, Luân Đôn, là con trai cả của Arthur Wellesley, Công tước thứ 1 xứ Wellington, và mẹ ông là Catherine Sarah Dorothea "Kitty" Pakenham, con gái của Edward Pakenham, Nam tước thứ 2 xứ Longford. Lãnh chúa Charles Wellesley là em trai của ông và Lãnh chúa Wellesley, Lãnh chúa xứ Mornington, Lãnh chúa xứ Cowley là những chú ruột của ông. Wellesley nhận được nền giáo dục của giới quý tộc Anh và học tại Trường Temple Grove, Trường Eton, Christ Church, Oxford, và Đại học Trinity, Cambridge. Ông được biết đến với danh hiệu lịch sự Lãnh chúa xứ Douro khi cha ông được phong Bá tước xứ Wellington vào năm 1812 và Hầu tước xứ Douro vào năm 1814, sau khi cha ông được nâng lên làm công tước thì ông tiếp nhận tước phong hầu tước trước đó của cha mình.

## Sự nghiệp chính trị
Năm 1829, Lãnh chúa Douro được bầu vào Nghị viện, đại diện cho đơn vị bầu cử Aldeburgh, ông giữ ghế nghị sĩ cho đến khi đơn vị bầu cử này bị bãi bỏ bởi Đạo luật Cải cách 1832. Ông rời Nghị viện trong 8 năm, đến năm 1837, ông trở lại nghị trường với ghế đại diện cho đơn vị bầu cử Norwich. Năm 1852, ông trở thành Công tước xứ Wellington sau cái chết của cha mình và chính bức bước vào Viện Quý tộc.
Đầu năm 1853, ông tuyên thệ nhậm chức trong Hội đồng Cơ mật, và được bổ nhiệm làm Master of Horse trong chính phủ liên minh của Lãnh chúa Aberdeen. Năm 1858, ông được phong tước Hiệp sĩ Garter.
Năm 1863, Wellington thừa kế tước vị Bá tước xứ Mornington sau cái chết của người anh họ William Pole-Tylney-Long-Wellesley, Bá tước thứ 5 xứ Mornington. Từ năm 1868 đến năm 1884, ông được bổ nhiệm chức vụ Lord Lieutenant của Middlesex.